# Ferenciek tere

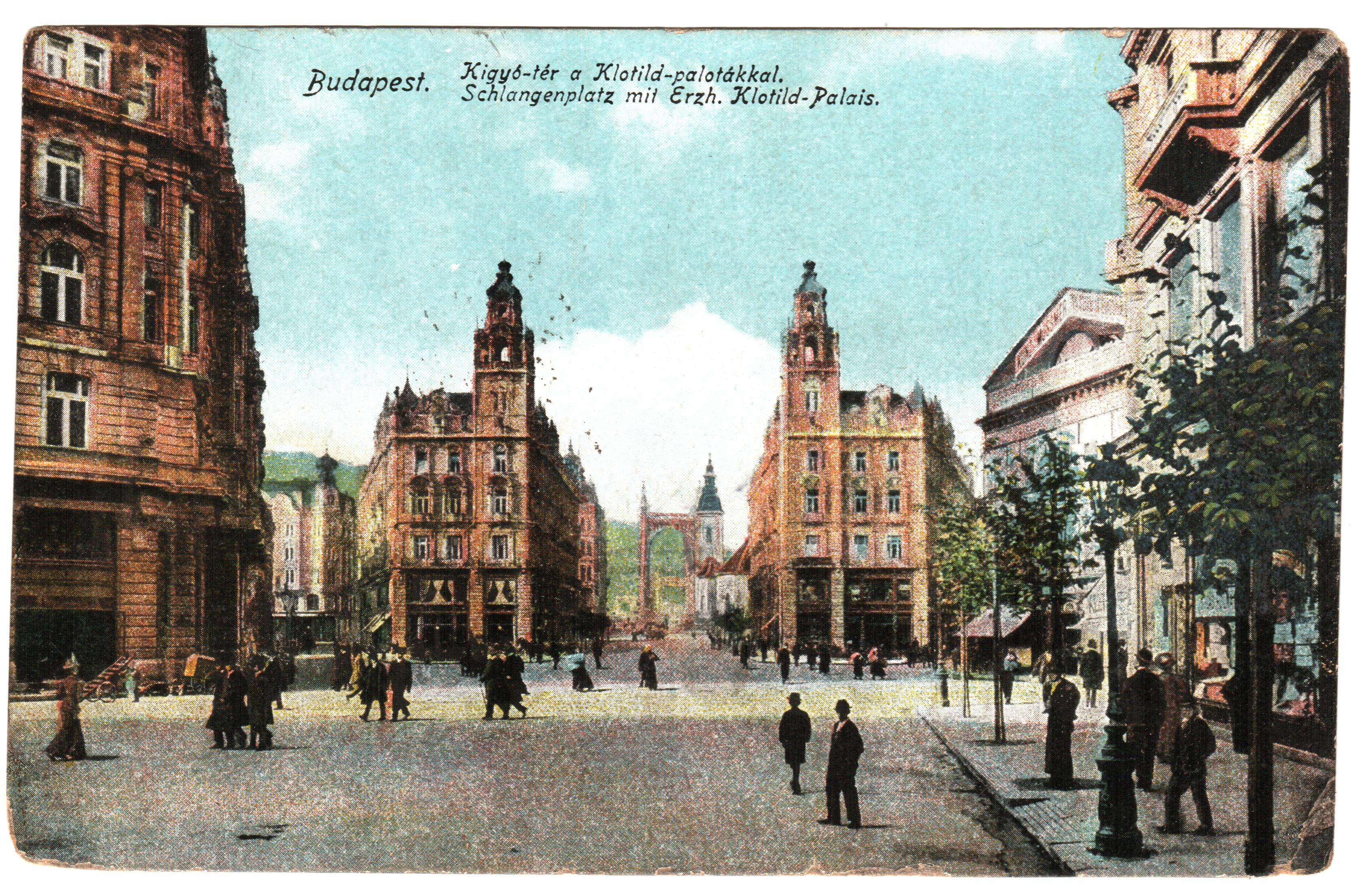
A Kígyó tér (egy ideig Apponyi tér)
A kép bal oldalán az ún. Királyi bérház látható

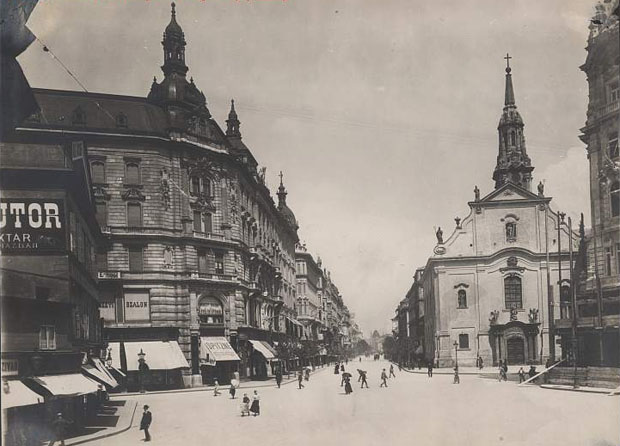
A Ferenciek tere és a templom 1901-ben (a Duna felől nézve)

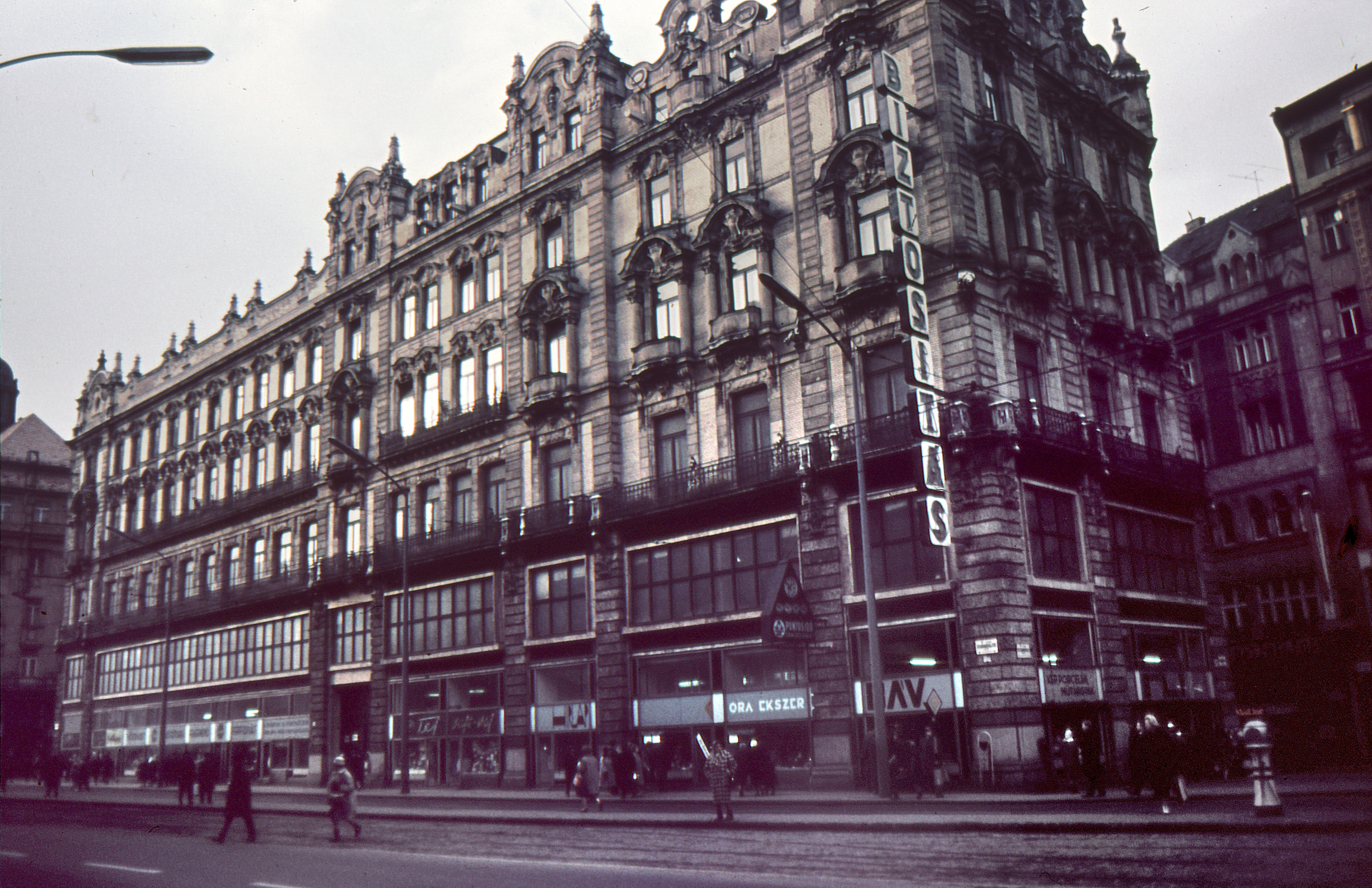
Az 1909–1913 között épült Párisi udvar villamosmegállóval (1963. február 20.)

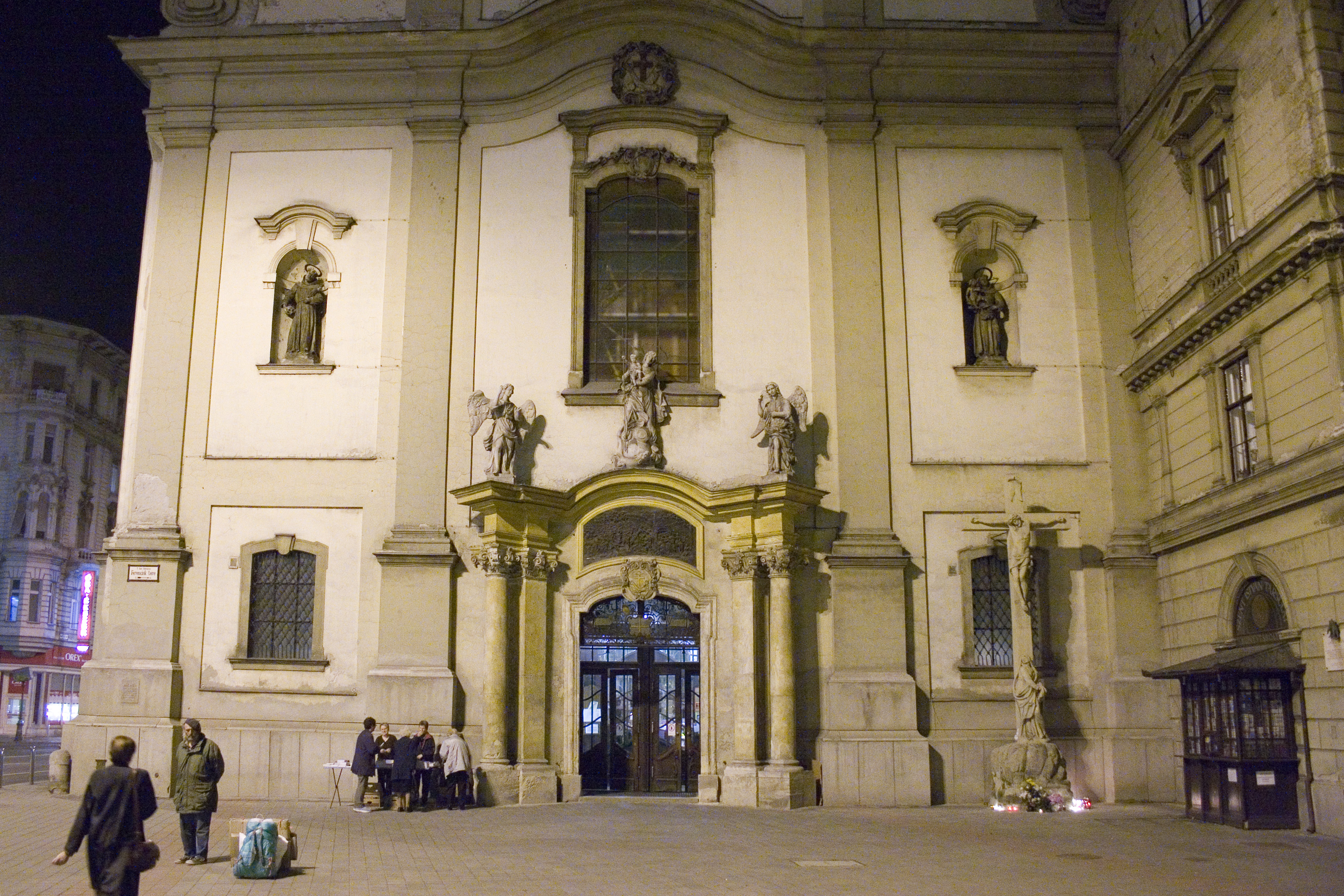
A tér keleti oldalán álló Alkantarai Szent Péter Templom, vagy közismertebb nevén a ferences templom kapuja

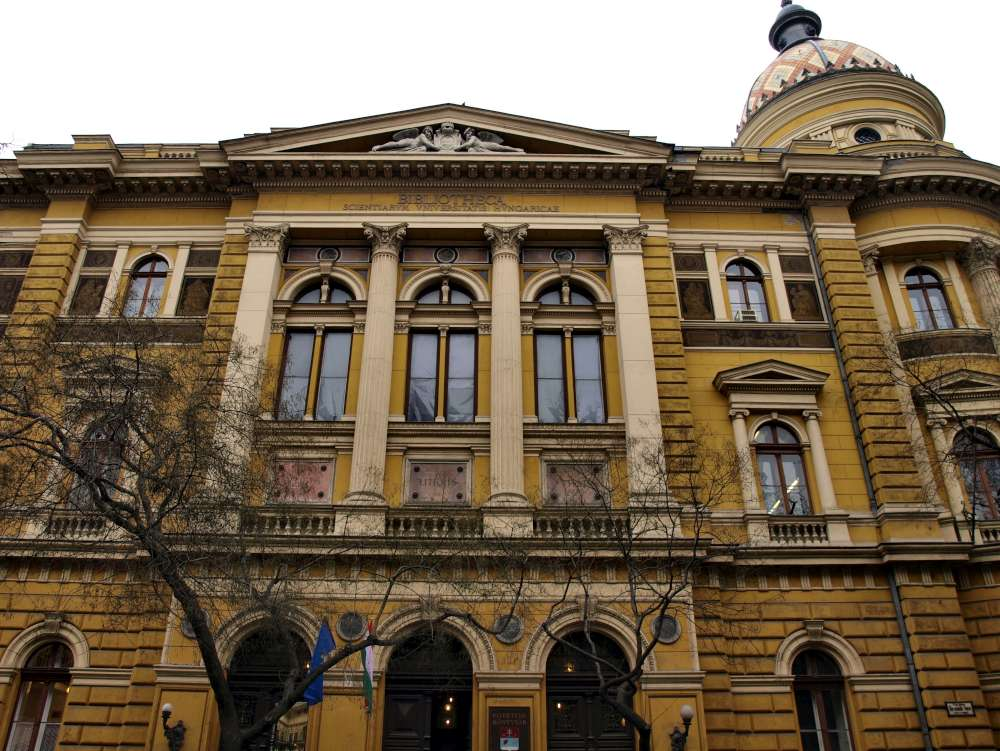
A délkeleti sarkon álló Egyetemi Könyvtár

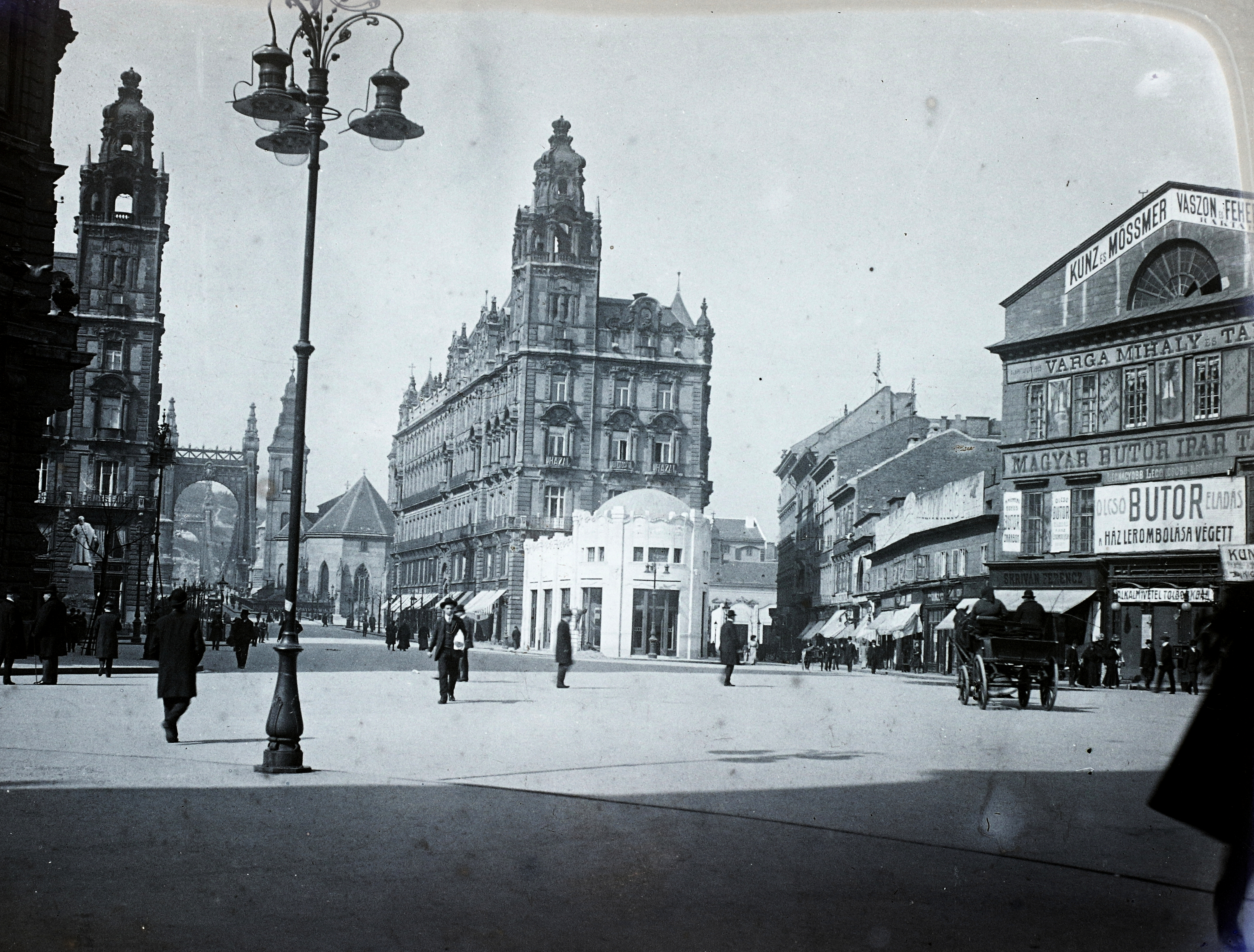
Ferenciek tere (Kígyó tér), Klotild paloták, háttérben az Erzsébet híd, jobbra egy reklám szöveg: "Olcso butor eladás a ház lerombolása végett"

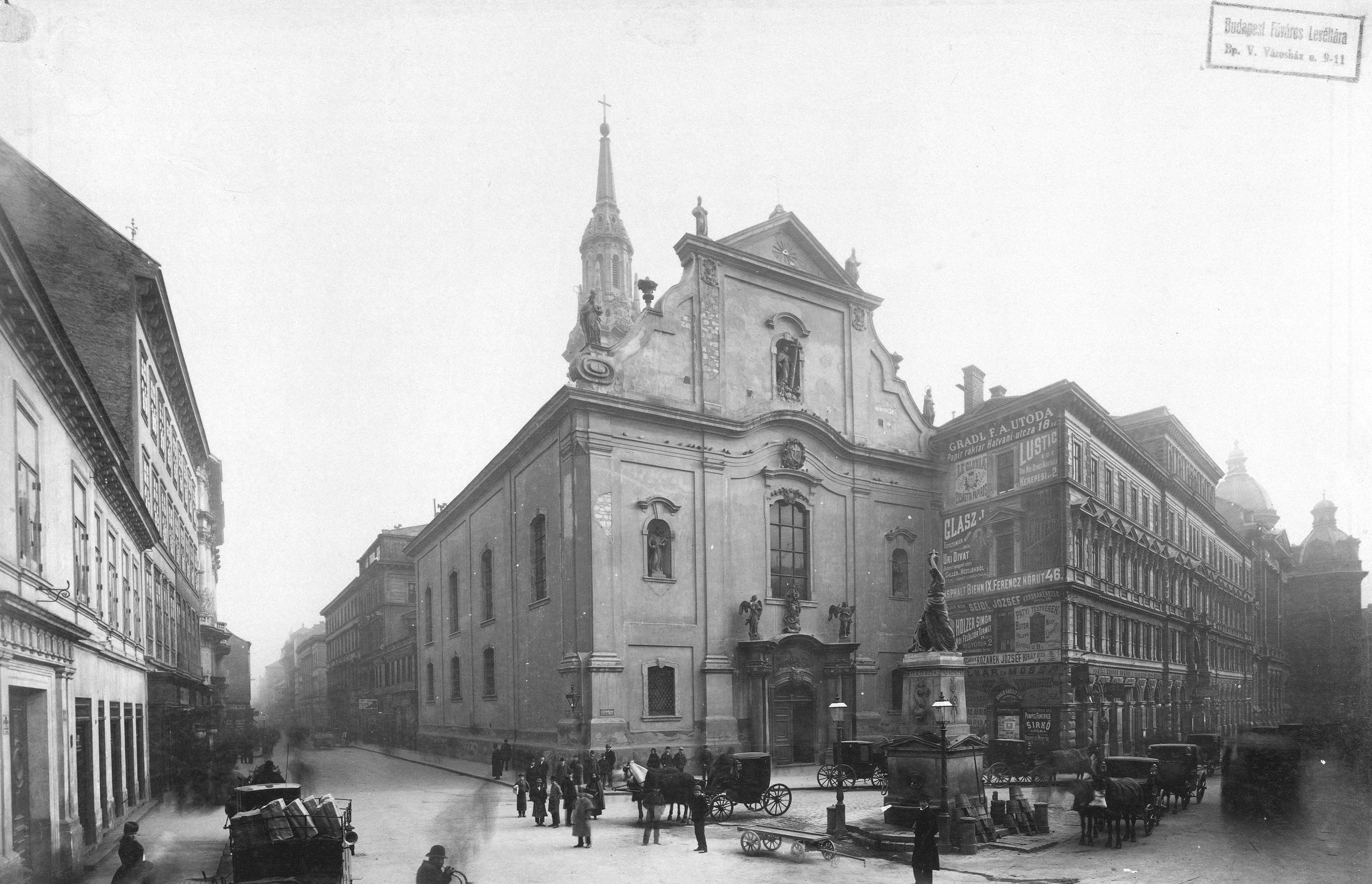
Ferenciek tere és az egykori Kossuth Lajos utca. A felvétel 1890 után készült (Klösz György felvétele)

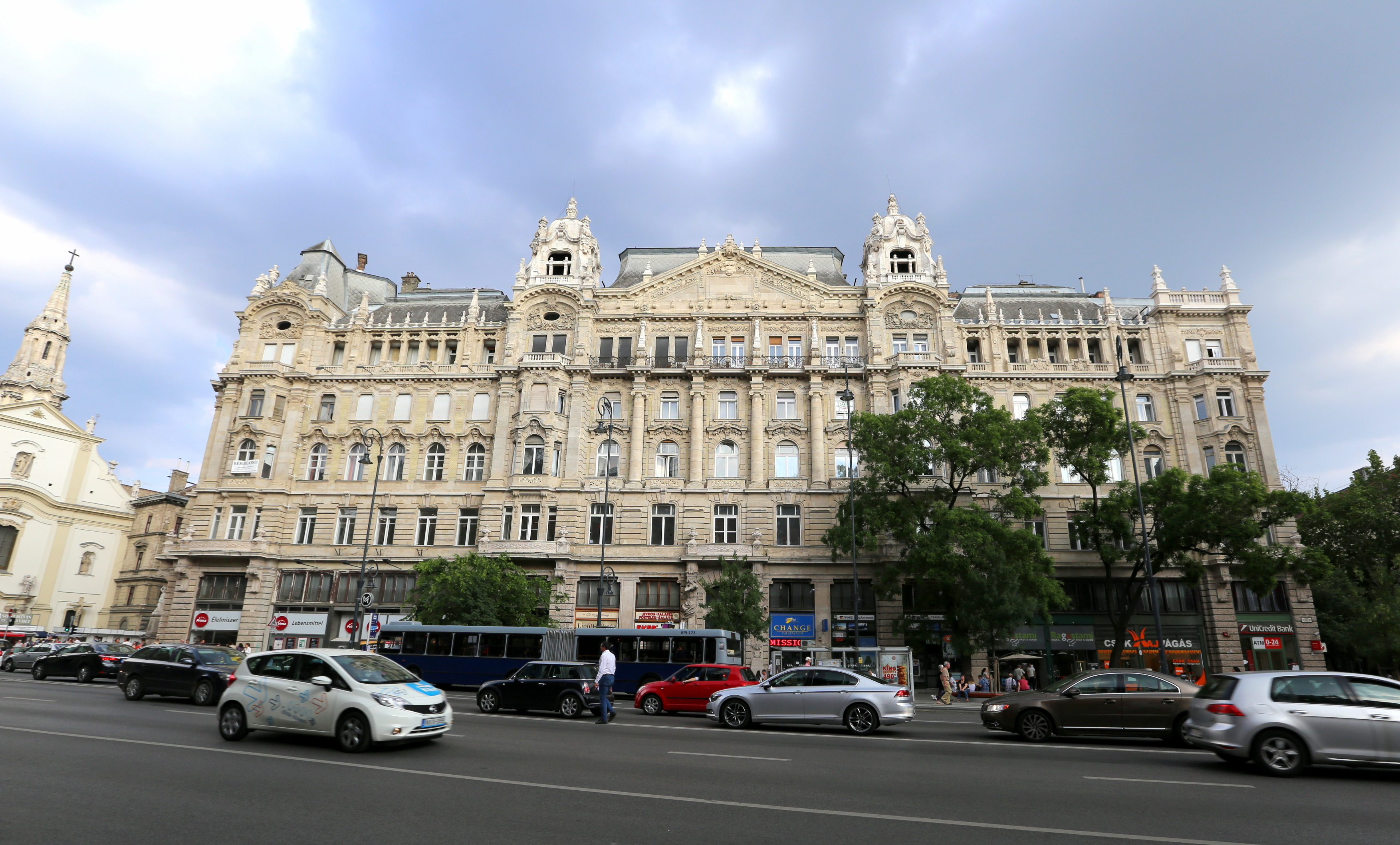
Ferenciek tere 2.

A Ferenciek tere Budapest V. kerületében, Pest történelmi Belvárosának középpontjában fekvő tér és közlekedési csomópont.

## Fekvése
Határai: Szabad sajtó út 5., Duna utca 7. és 6., Veres Pálné utca 1. és 2., Irányi utca 29., Károlyi utca 7-9. és 12., Reáltanoda utca 1. és 2., Kossuth Lajos utca 1. és 2/a, Petőfi Sándor utca 1. és 2., Kígyó utca 4. és 1., Szabad sajtó út 2.

## Története
A Ferenciek terén álló pesti ferences templom és kolostor őse 1250 és 1260 között épült. Az eredeti gótikus templom kicsinek bizonyult, ezért a ferences atyák 1727-ben új templom építésébe kezdtek. A ma is álló 766 m² alapterületű barokk templomot 1743. szeptember 21-én szentelték fel. A ferences szerzetesrend tagjait a magyar nyelv történeti-etimológiai szótár szerint ferences, Ferenc-rendi és franciskánus, ferencbarát, ferencszerzetes néven említjük. A „ferenci” formára először 1793-ból van adat. A teret 1874 óta hívják Ferenciek terének, de már a 18. században ismert volt a Franziskanerplatz neve is, ezért valószínűsíthető, hogy a pesti szlengben régóta élő elnevezés vált hivatalossá.
1893-ban a  városvezetés törvényt alkotott két új Duna-híd létesítéséről. 1898-ban elkezdődött az Eskü téri híd (ma a helyén az új Erzsébet híd áll) építése, amelyhez kapcsolódóan kissé át kellett rendezni a Belvárost. A hidat a Hatvani (ma Kossuth Lajos) utcával össze kellett kötni. A ma is álló Belvárosi plébániatemplomot meghagyták, azt a hídfő kikerülte, de a Hatvani utca szélesítése miatt a Kígyó utcában álló Régi pesti városházát is le kellett bontani. (Helyére az északi Klotild palota került.) A déli hamarabb épült fel, a két ház 1899–1902 között épült.
1903-ban átadták a láncszerkezetű hidat, és a széles sugárúton megindulhatott a mostanihoz képest még elég csekély forgalom. 1914-től már a hídon közlekedő villamosjárat is érintette a teret.
1945-ben a második világháborúban a Budapest ostroma során a régi Erzsébet híd megsemmisült, csak a balparti pillér maradt állva. A világháború után nemkívánatos lett Apponyi neve, a tér neve ettől kezdve Felszabadulás tér, merőlegesen a Ferenciek terére. 1947-től a villamosjáratok ideiglenes végállomása a pesti hídfő lett. 1964-ben adták át a forgalomnak a ma is látható modern kábelhidat, amelyen 1972 decemberéig közlekedett villamos. Megszüntetését az M2-es metróvonal meghosszabbításával indokolták. Szakmai indokoltsága azóta is viták tárgya. A Rákóczi úti és Kossuth Lajos utcai villamos forgalmát részben az M2-es metróvonal, illetve a 7-es buszcsalád (7A, 7C, 107) vette át. Az erős közúti forgalom a Ferenciek terének és a főváros kelet-nyugati tengelyének egyaránt nagy környezeti terhelést okoz. Emiatt a köznyelvben elterjedtté vált a „városi autópálya” kifejezés.
A téren a külön szintű csomópontot és az M3-as metróvonal állomását 1974-1976 között alakították ki. A Váci utca északi szakaszát 1964-ben, a délit 1996-ban alakították át sétálóutcává. A mai tér neve 1992. április 30-án jött létre a Ferenciek tere és a Felszabadulás tér összevonásából. Azóta sokféle terv és ötlet született a tér és a forgalmas főútvonal élhetőbbé tételéről, forgalmának csillapításáról és a villamos újraindításáról is. 2012-2014 között megszüntették az Y alakú közúti aluljárót és a Veres Pálné utcai gyalogos aluljárót. A metróaluljáró tágasabb lett. A felszínen gyalogosan újra átjárhatóvá tették a Ferenciek tere - Petőfi Sándor utca irányt, ám a járműforgalom elől elzárták. (A kerékpáros közlekedés és a BKK járatai használhatják.)
A Ferenciek tere korábbi elnevezései: A 16. századtól Platea dominorum (Urak utcája), ill. Szent Péter utca, 1690-től Herrngasse (Úri utca), a 18. századtól Mönchengasse (Barátok utcája), Mönchenplatz (Barátok tere), Franziskanerplatz, ill. Universitätplatz (Egyetem tér), 1874-től Ferenciek tere, 1962-től Károlyi utca, 1991-től Ferenciek tere.
A Felszabadulás tér korábbi nevei: 1700-tól Getraydt Marktplatz (Búzapiac tér), 1730-tól Weisse Rosen Platz (Fehér Rózsa tér) vagy Sebastienplatz (Sebestyén tér), 1788-tól Schlangenplatz, 1874-től Kígyó tér, 1921-től Apponyi tér, 1953-tól Felszabadulás tér. A pesti népnyelv a szocializmusban "Felszab térnek" nevezte, ami a rendszerváltás után lassan kikopott a mindennapi használatból.

### Változások az Erzsébet híd építése érdekében
A Közmunkák tanácsa az épülő új híd csatlakozási útvonalait igyekezett gondosabban megtervezni, mint ahogyan az a Lánchíd–Sugár út összekötésénél sikerült. Ehhez nagy arányú bontásokra volt szükség az új hídfőnél is és a Hatvani (Kossuth Lajos) utcát is ki kellett szélesíteni.
A korábbi Barátok tere, azaz: Ferenciek tere észak-déli irányú volt, a Kecskeméti utcát kötötte össze a Kronprinzstrasséval (Koronaherceg, ma Petőfi Sándor utca). Az utca torkolatában terült el a Kígyó tér, ebből vezetett a Rózsa tér és a régi Városháza felé a Kígyó utca. Ez lett egyik eleme az újonnan kialakítandó térnek, az északi oldalán. Az ott található Párizsi-házat lebontották, és helyére a jelenleg is álló Párizsi udvar került. A Kígyó utca végén a Porszász házat is lebontották; a mögötte futó Plebánia utca jelenleg a Március 15. tér része.
A déli oldalon helyezkedett el a Sebestyén tér, valamint a Sebestyén utca, amely a Duna utca irányába vezetett. A tér oldalán a Kúria tűzfalához illeszkedve bazár állt, amelyet Feszty Adolf tervezett. Ennek lebontása után, a háta mögött keletkezett a Kúria utca, a Királyi Bérpalota mögött.
A tér középső részén állott a Hétszemélyes tábla és a Müller-ház, ezeket is lebontották. Az új híd felé vezető út (Eskü tér, illetve Szabadsajtó út) két szélére épültek a Klotild paloták.
Az egykori Sebestyén utca és Kígyó utca közti apró házak lebontásával látványos és széles tér keletkezett. Ezt 1921-ben Apponyi térnek nevezték el. A tér északi oldalán, a Klotild palota előtt állították fel Pázmány Péter szobrát, az út tengelyétől délre, szimmetrikusan Werbőczy szobra állt.

### A Ferenciek terének épületei
A XIX. század végén lebontott épületek sokkal kisebbek voltak a jelenlegieknél. A déli Klotild palota előtti téren például tizenhat apró ház állt.
- Hrsz. 23996 Ferenciek tere 1. Szabad sajtó út 5., Duna utca 6., Váci utca 36. építtető: Klotild főhercegnő, épült: 1902, tervező: Korb Flóris, Giergl Kálmán (az egykori Sebestyén utca és Sebestyén tér sarkán, a Lakat utca sarkán, később: Apponyi tér)
- Hrsz. 23998 Ferenciek tere 2.  Veres Páné utca 2., Curia utca 2-4. eredetileg: Királyi bérpalota, tervező: Korb Flóris, Giergl Kálmán (az egykori Sebestén utca és Zöldfa utca sarkán)
- Hrsz. 24004 Ferenciek tere 3. Curia utca 5. építtető: Herzog Mór Lipót, Grassalkovich palota Mayerhoffer építőmester család, Athaeneum nyomda,[6] a Curia[7] helyén épült: 1902, tervező: Kármán Géza Aladár, Ullmann Gyula (a Curia utca előzőleg Iskola utca volt)
- Hrsz. 24005 Ferenciek tere 4. építtető: Herzog Mór Lipót, Királyi bazár, 1902, tervező: Kármán Géza Aladár, Ullmann Gyula
- Hrsz. 24006 Ferenciek tere 5. Irányi utca 20., építtető: Herzog Mór Lipót, eredetileg: Királyi bazár, épült: 1902, tervező: Kármán Géza Aladár, Ullmann Gyula (az Irányi utca eredetileg Kalap utca volt)
- Hrsz. 24189 Ferenciek tere 6. Reáltanoda utca 2., eredetileg: Ferences kolostor, Egyetemi könyvtár, épült: 1876, tervező: Skalniczky Antal, Koch Henrik
- Hrsz. 24188 Ferenciek tere 7-8. eredetileg: Ferenciek Fővárosi palotája, Ferences bazár, épült: 1877, tervező: Kéler Napóleon, Frey Lajos (itt található ma a Kárpátia étterem)
- Hrsz. 24187 Ferenciek tere 9. Kossuth Lajos utca 1. eredetileg: Pesti Ferences rk. templom, épült: 1743, korszerűsítette: Wieser Ferenc (előző néven a Hatvani utca és Koronaherceg utca sarkán)
- Hrsz. 24303 Ferenciek tere 10.  Petőfi Sándor utca 2-4. építtető: Brudern-ház, Teleki-ház,[8] Belvárosi Takarékpénztár, Párizsi udvar, épült: 1916, tervező: Schmal Henrik, Lipták Pál (az egykori Kígyó téren)
- Hrsz. 24305 Ferenciek tere 11. építtető: Girardi Adolf, Aranyház, tervező: Alpár Ignác (az egykori Kígyó tér és a jelenlegi Kígyó utca sarkán)
- Hrsz. 24309 Ferenciek tere 12. Szabad sajtó út 6., Váci utca 34., Kígyó utca 5. építtető: Klotild főhercegnő, épült: 1902, tervező: Korb Flóris, Giergl Kálmán (a Váci utca e része eredetileg a Városház utca nevet viselte, a Szabad sajtó út előzőleg Eskü út volt, a Ferenciek terének e része később Apponyi tér is volt)

## Közlekedése

### Autóbusz
Az alábbi autóbuszok megállnak a Ferenciek terén:
- Nappali:  5, 7, 8E, 15, 107, 108E, 110, 112, 133E
- Éjszakai:  907, 908, 908A, 956, 973, 973A

### Metró
Itt található a 3-as metró egyik állomása. Az állomás 27,7 méterrel van a felszín alatt. A metróállomást 1976. december 31-én adták át.

## Látnivalók
- Belvárosi (Pesti) Ferences Templom[10][11]
- Nereidák kútja (najádok kútja)
- Brudern-ház (Párizsi udvar - volt IBUSZ-palota)
- Klotild paloták[12]
- Királyi Bérpalota
- Egyetemi Könyvtár
- Id. Antall József emléktáblája a 9. sz. alatt. A táblát 2003. november 11-én avatták, Thury Levente szobrász és Mohácsy György építész munkája. A magyarországi lengyelek fontos emléke, illetve emlékhelye.[13]